# Kirche der Versammlung aller serbischen Heiligen (Dazdarevo)
Die Kirche der Versammlung aller serbischen Heiligen  (serbisch: Црква Сабора свих српских Светитеља, Crkva Sabora svih srpskih Svetitelja) im zur Opština Bijeljina gehörenden Dorf Dazdarevo ist eine serbisch-orthodoxe Kirche im nordöstlichen Bosnien und Herzegowina.
Das von 1999 bis 2004 erbaute Gotteshaus ist der Versammlung aller serbischen Heiligen geweiht. Sie ist die Pfarrkirche der Pfarrei Dazdarevo-Triješnica im Dekanat Bijeljina der Eparchie Zvornik-Tuzla der Serbisch-Orthodoxen Kirche.

## Lage
Die Kirche der Versammlung aller serbischen Heiligen steht im Dorfzentrum von Dazdarevo, das um die 530 Einwohner zählt. Dazdarevo liegt in der Semberija, etwa acht Kilometer nordöstlich der Gemeindehauptstadt Bijeljina, nicht weit von der Grenze Bosniens und der Herzegowina zum östlichen Nachbarland Serbien entfernt. Durch das Dorf fließt der Fluss Bistrik. Die Gemeinde Bijeljina liegt in der Republika Srpska.
Unweit der Kirche steht das Pfarrhaus, der Svetosavski-parohijski dom, mit den Dimensionen 11 × 9 m. Das Pfarrhaus wurde von 2005 bis 2007 erbaut, komplett fertig hergerichtet wurde es 2012.
Die Slava des Dorfes ist Christi Himmelfahrt. Zur Pfarrei gehört auch die Filialkirche Hl. Maria Magdalena im Nachbardorf Triješnica, die der Hl. apostelgleichen Maria Magdalena geweiht ist.

### Friedhöfe der Pfarrei
Zur Pfarrei gehören drei serbisch-orthodoxe Friedhöfe. Einer befindet sich in Dazdarevo selbst, der zweite im Nachbardorf Triješnica und der dritte im Nachbardorf Dvorovi. In Dvorovi gehört nur ein Teil des Friedhofs zur Pfarrei Dazdarevo-Triješnica.
Der Friedhof zu Dazdarevo stammt aus dem Jahre 1921. Der Friedhof zu Dvorovi stammt aus dem 19. Jahrhundert. Auf dem Friedhof zu Dazdarevo steht ein Denkmal für den serbisch-orthodoxen Priester Ljubomir Krnić, der gemeinsam mit seiner Ehefrau 1941 zur Zeit des Zweiten Weltkriegs im KZ Jasenovac von den Ustaša ermordet wurde.

## Geschichte
Die Pfarrei Dazdarevo-Triješnica wurde 2007 gegründet. Die Kirch- bzw. Pfarreibücher werden seit 2005 geführt, vorher gehörten sie zur Kirchengemeinde Dvorovi. Zu der Pfarrei Dazdarevo-Triješnica gehören die Dörfer Dazdarevo, Triješnica, Kriva Bara und ein kleiner Teil des Dorfes Dvorovi. Bevor das Kirchengebäude zu einer eigenständigen Pfarrkirche erhoben wurde, war sie die Filialkirche der Pfarrei Dvorovi.
Mit dem Bau der Kirche wurde im September 1999 begonnen und am 3. Oktober 1999 wurden die Kirchenfundamente vom damaligen Bischof der Eparchie Zvornik-Tuzla, Vasilije, geweiht. Pate der Kirchenfundamente war Cvijetin Tomić aus Dazdarevo.
Die Bauarbeiten wurden 2004 nach fünf Jahren beendet. Am 12. September 2004 weihte Bischof Vasilije die Kirche feierlich ein. Kirchenpate wurde Mladen Erić aus Dazdarevo.

## Architektur

### Architekturstil und äußeres Erscheinungsbild
Die Kreuzkuppelkirche ist nach dem Entwurf des Architekten Ljubiša Škorić aus Bijeljina erbaut worden. Ktitor (Stifter) der Kirche ist Tomo Tomić aus Dazdarevo, dem bei der Einweihung der Kirche der Orden des Hl. Sava von Serbien zweiten Ranges verliehen wurde.
Die einschiffige Kirche wurde im serbisch-byzantinischen Stil erbaut, mit einer Altar-Apsis im Osten, einer zentralen Rundkuppel, die sich über dem Tambour in der Mitte des Kirchenschiffs bei der Kreuzung der Seitenarme der Kirche erhebt, und einem Kirchturm mit einer Kirchglocke und mitsamt großem Eingangsportal im Westen. Die Kirche ist aus Kleinziegeln errichtet worden mit den Dimensionen 21,45 × 10,6 m.
Die Grundform der Kirche ist ein Griechisches Kreuz.
Die Fassade der Kirche ist schlicht in Weiß gehalten. Die Kirche besitzt an der West- und Südseite Eingänge, wobei der Westeingang den Haupteingang darstellt.

### Ikonostase, Ikonen und Fresken
Die Kirche wurde von Siniša Budimir aus Bijeljina mit byzantinischen Fresken bemalt. Die Ikonostase aus Eichenholz wurde vom Belgrader Ikonostasenbaumeister Dragan Petrović geschnitzt. Die Ikonen wurden vom bekannten Ikonenmaler Petar Bilić, ebenfalls aus der serbischen Hauptstadt Belgrad, gemalt.

## Jugendgemeinschaft zum Hl. Sava von Serbien zu Dazdarevo
Zur Kirchengemeinschaft gehört auch die Jugendgemeinschaft des Hl. Sava von Serbien; diese Organisation von jungen Leuten gibt es in vielen serbisch-orthodoxen Kirchgemeinden. Sie organisieren geistliche Konzerte und Veranstaltungen, helfen den ärmeren Leuten und tragen zum sehr lebendigen Gemeindeswesen einer Serbisch-orthodoxen Kirchgemeinde bei.
Benannt wurden diese Jugendgemeinschaften nach dem serbischen Nationalheiligen, dem ersten Erzbischof und dem Erleuchter des serbischen Volkes, dem Hl. Sava von Serbien. Die Jugendgemeinschaft zum Hl. Sava von Serbien zu Dazdarevo arbeitet in enger Zusammenarbeit mit der Jugendgemeinschaft zum Hl. Sava von Serbien zu Dvorovi und hat auch bei der Errichtung eines Hauses für die Familie Morača mitgeholfen.

## Priester der Kirchgemeinde
Von der Einweihung der Kirche im Jahre 2004 bis zum 1. September 2007 war Erzpriester Milan Ivanović Priester der Kirche. Nach ihm folgte von 2007 bis 2018, der Priester Jovan Ivanović. Von 2018 bis 2024 war Nebojša Tovirac Priester der Kirche. Derzeitiger amtierender Priester der Pfarrei, seit 2024, ist Mladen Jović.